# Eilema bergmani
Eilema bergmani är en fjärilsart som beskrevs av Felix Bryk 1948. Eilema bergmani ingår i släktet Eilema och familjen björnspinnare. Inga underarter finns listade i Catalogue of Life.